# Мьеда, Ндре
Ндре Мье́да (алб. Ndre Mjeda; 19 ноября 1866, Шкодер — 1 августа 1937, Шкодер) — албанский поэт, лирик, лингвист, католический священник, член монашеского ордена иезуитов.

## Биография
Происходил из бедной крестьянской семьи. C 1880 по 1887 год изучал литературу в Картузианском монастыре в Валенсии (Испания), риторику, латинский и итальянский языки в Иезуитском колледже в Далмации, в Папском Григорианском университете в Риме и в Григорианском колледже в Кьери (Италия). Во время своего обучения начал писать стихотворения. 
С 1887 по 1891 год преподавал музыку в Кремоне в Колледже «Marco Girolamo Vida». В это же время занимался переводом на албанский язык католической религиозной литературы. Позднее отправился в Краков, где изучал философию и филологию в Иезуитском колледже, по окончании которого отправился в Далмацию, где работал библиотекарем в Григорианском колледже в Кральевице. В этом же колледже преподавал логику и метафизику. В 1898 году был исключён из профессорского состава после конфликта между Австро-Венгрией и Ватиканом.  
В 1887 году основал литературный журнал «Agimi» (Свет). 
Переехав в Шкодер, работал в Литературной комиссии в австро-венгерской администрации. После обретения независимости принимал активное участие в политической жизни страны, был членом албанского парламента (1921—1924). За патриотические мотивы, содержавшиеся в его первой поэме «Плач соловья» (1887), он был арестован турецкими властями. После поражения правительства Ноли ушёл из политической деятельности и  стал служить настоятелем в католическом приходе в населенном пункте Кукель и преподавать албанский язык и литературу в Иезуитском колледже.  

## Творчество
В 1917 году вышел сборник стихов и поэм «Ювеналия», в который кроме «Плача соловья», вошли патриотические произведения «Истощённый», «Мечта жизни», «Тоска по родине», «Могила Скандербега» и др. Известны также его поэмы «Лисус», «Скутари» (незаконченная), «Свобода», в которой поэт выступает против иностранного засилья в албанскую жизнь и экономику и против местных властей. Также Ндре принадлежит ценный лингвистический труд «Замечания об артикулах собственных местоимений албанского языка» (1934).